# Executive One
Executive One je volací znak určený k označení jakéhokoliv amerického civilního letadla nesoucího na palubě prezidenta Spojených států. Prezident Spojených států je však převážně přepravován letadly amerických ozbrojených sil v rámci tzv. „Prezidentské vzdušné transportní skupiny“ (anglicky Presidential Airlift Group), nesoucí označení Air Force One, Marine One, Navy One a jiná. „Prezidentská vzdušná transportní skupina“ je součástí 89. transportního křídla (89th Airlift Wing) Air Mobility Command Letectva Spojených států (USAF), dislokovaného na Joint Base Andrews (dříve Andrews Air Force Base) nedaleko Camp Springs v Prince George's County ve státě Maryland.
V roce 1973, aby „šel příkladem celému národu během probíhající ropné krize“ a „ukázal svou důvěru v aerolinky“, se tehdejší prezident Richard Nixon stal zatím jediným úřadujícím prezidentem USA cestujícím pravidelným linkovým letem, když k letu mezi Washington Dulles International Airport a Los Angeles International Airport použil DC-10 United Airlines. Jeho pobočník, doprovázející jej na palubu, nesl zařízení pro zabezpečenou komunikaci velikosti aktovky, umožňující v případě krizové situace komunikaci s Washingtonem.
Pokud jsou na palubě letadla příslušníci prezidentské rodiny, ale nikoliv prezident osobně, může let, z rozhodnutí Secret Service či personálu Bílého domu, užívat volací značku Executive One Foxtrot. „Foxtrot“ je ve fonetické abecedě ICAO slovo zastupující písmeno „F“, které je prvním písmenem anglického slova family (rodina). Hillary Clintonová byla v době, kdy byla první dámou USA, známá užíváním linkových spojů označených „Executive One Foxtrot“ pro lety na newyorské Letiště LaGuardia.
Dne 20. ledna 2009 nesl vrtulník, běžně užívající volací značku „Marine One“, volací znak „Executive One“, když transportoval George W. Bushe, jehož funkční období právě skončilo.

## Executive Two
Executive Two je volací znak označující jakékoliv americké civilní letadlo na jehož palubě se nachází viceprezident USA. Typicky je však americký viceprezident přepravován také stroji 89. transportního křídla USAF, stejně jako prezident.
Nápadnou výjimkou byl Nelson Rockefeller, který byl v roce 1974 jmenován viceprezidentem Geralda Forda. Ten byl majitelem letounu Gulfstream, jemuž dával přednost před strojem DC-9, který byl v té době používán jako Air Force Two.  Když byl viceprezident Rockefeller na palubě, nesl tento stroj, jelikož se jednalo o letadlo v soukromém vlastnictví, volací znak „Executive Two“.
2. února 2000 byl Senátem projednáván návrh zákona, který by znemožnil protestujícím proti umělému přerušení těhotenství vyhnout se placení pokut podáním návrhu na vyhlášení osobního úpadku. Velmi krátce před tím než došlo k hlasování o něm, začalo být zřejmé, že hlasování může skončit nerozhodně, což by vyžadovalo vhození rozhodujícího hlasu viceprezidentem. Nejrychlejším způsobem přepravy z New Yorku, kde v té době viceprezident Al Gore byl, se ukázal kyvadlový let společnosti US Airways. Jeho hlasu však posléze nebylo třeba.
Pokud jsou na palubě civilního stroje přítomni členové viceprezidentovy rodiny, ale nikoliv on osobně, může mít let přidělen volací znak Executive Two Foxtrot.